# Airedale Terrier
Der Airedale Terrier ist eine von der FCI anerkannte britische Hunderasse (FCI-Gruppe 3, Sektion 1, Standard Nr. 7).

## Herkunft und Geschichtliches

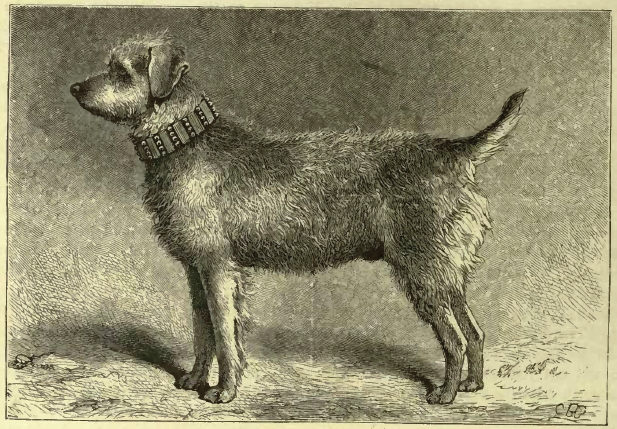
Thunder, ein Bingley Terrier ein Rassevorfahr des Airedale Terrier, aus The Illustrated Book of the Dog, London/New York 1881

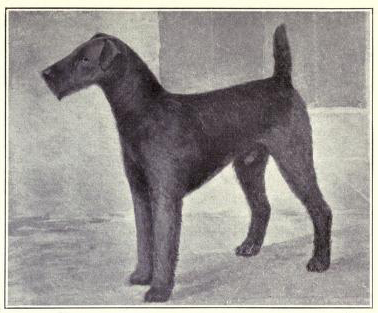
Airedale Terrier um 1915

Der Name bezieht sich vermutlich auf „dale“ (engl.: Tal) des Flusses Aire in der englischen Grafschaft Yorkshire, Großbritannien. In dieser Gegend liegt vielleicht auch der Ursprung der Rasse. Mit hoher Wahrscheinlichkeit züchteten die Bauern und Arbeiter im Tal des Flusses „Aire“ Mitte des 19. Jahrhunderts aus den Rassen Otterhund und mittelgroßer englischer Terrier einen vielseitig einsetzbaren Hund, der ursprünglich zur Jagd auf Fischotter gezüchtet wurde. Auch Gordon Setter und Schottische Schäferhunde sollen eingekreuzt worden sein. Die ersten Erwähnungen bezeichnen ihn noch als „Waterside-“ oder „Working-Terrier“. Im Jahre 1875 wurden die ersten Hunde dieses Schlages unter den Namen „Waterside-“ oder „Bingley-Terrier“ ausgestellt. Erst um das Jahr 1880 fand die heutige Bezeichnung „Airedale Terrier“ bei Zuchtschauen Verwendung. Die ersten Eintragungen in das Zuchtbuch erfolgten 1882. Im Jahr 1886 erkannte auch der englische „Kennel Club“ die Rasse offiziell an. Zu beachten ist, dass die Jahreszahlen zur Rassegeschichte in der Literatur und im Internet stark voneinander abweichen.

## Beschreibung
Der „Airedale Terrier“ ist ein robuster, sehr muskulöser Hund mit hartem, dichtem und drahtigem Haar sowie viel Unterwolle. Das Fell darf bei den heutigen Zuchtstandards nicht mehr struppig wirken. Die Farben von Kopf, Ohren und Läufen sind lohfarben (also das „tan“ im Englischen), Rücken und Flanken dagegen schwarz oder dunkelgrau, sehr selten braun. Rüden weisen mit 58 bis 61 cm gegenüber 56 bis 59 cm bei Hündinnen deutlich mehr Größe und Gewicht auf. Damit ist er die größte (englische) Terrierrasse, wobei das Gewicht um die 22 bis 30 kg liegt.
Bei regelmäßigem Trimmen haart diese Rasse nicht und ist somit bei richtiger Erziehung in einer Wohnung gut zu halten.

## Verwendung
Nach dem Foxterrier ist der Airedale Terrier einer der bekanntesten Terriere im deutschsprachigen Raum.  Die Vielfalt in seinen Fähigkeiten beruht auf den verschiedenen Verwendungen im Ursprungsgebiet. Die Bauern, Jäger, Bergleute und Fabrikarbeiter setzten diese Hunde für die Jagd, vor allem die beliebte Otterjagd, Hütearbeit, Wachdienste und sogar für Hundekämpfe ein. Trotz seines rauen und struppigen Aussehens in den ersten Jahren der Zucht diente er Ende des 19. Jahrhunderts den Damen in London als bevorzugter Begleithund.
1894 gab es eine Empfehlung wegen der besonders guten Eignung für den Heeresdienst beim deutschen Militär. Es erfolgten Versuche mit unterschiedlichen Hunderassen, wobei die „Airedale Terrier“ besonders robust und vielseitig einsetzbar waren. Während des Ersten Weltkrieges waren alle Heereshunde in Deutschland von dieser Rasse. Bei einer Hundemusterung im Zweiten Weltkrieg lagen die „Airedale Terrier“ mit 33 % der tauglichen Hunde noch vor den Rassen Dobermann und Boxer.

## Wesen
Airedale Terrier gelten als lernfreudig, der Rassestandard beschreibt sie als intelligent. Daneben zeichnen sich die Tiere oft durch Lebhaftigkeit aus und werden infolge ihres freundlichen Wesens als Familienhunde gehalten.

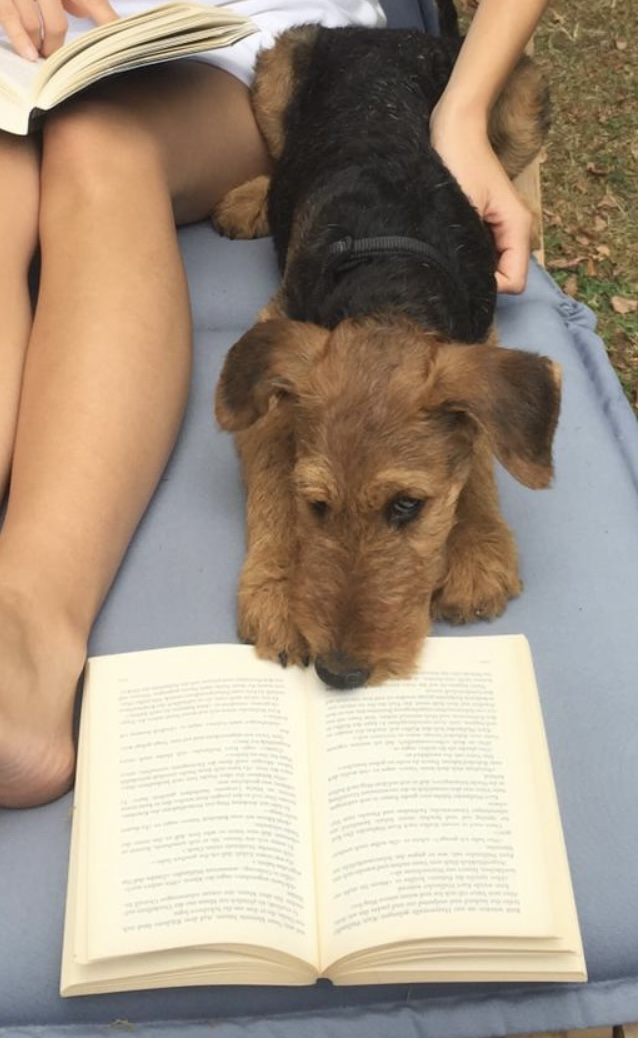
Junger Airedale Terrier

## Erbkrankheiten
Neben angeborenen Hüftdysplasien und weiteren weniger dramatischen Erberkrankungen gibt es den züchtungstechnisch relevanten Befund der juvenilen Nephropathie oder im Englischen der „juvenile renal disease“, JRD abgekürzt, die beim Airedale Terrier in vergleichsweise hohem Maße ausgeprägt ist, in Studien bis zu 11,5 % der Tiere. Diese Erkrankung kann innerhalb eines Jahres zum plötzlichen, im Einzelfall meist ätiologisch ungeklärten oder durch eine vermutete unspezifische „Vergiftung“ erklärten, irreversiblen Nierenversagen führen und damit zum frühen Tod des Tieres.

## Filmhund
Ein Airedale Terrier verkörperte in dem bekannten sowjetischen Kinderfilm Der elektronische Doppelgänger (1979) den Computerhund Ressi (in der deutschen Fassung Setti).